# Нету, Мартин
Марти́н Карва́лью Не́ту (порт. Martim Carvalho Neto; род. 14 января 2003, Виана-ду-Каштелу) — португальский футболист, полузащитник клуба «Бенфика».

## Клубная карьера
Нету — воспитанник клуба «Бенфика». 21 марта 2021 года в матче против «Лейшойнша» он дебютировал в Сегунда лиге за дублёров. В 2022 году Мартим был включён в заявку на сезон. 13 мая в матче против «Пасуш де Феррейра» он дебютировал в Сангриш лиге.